# Provincia di Gümüşhane
La provincia di Gümüşhane (in turco Gümüşhane ili) è una provincia della Turchia.

## Geografia antropica

### Suddivisioni amministrative

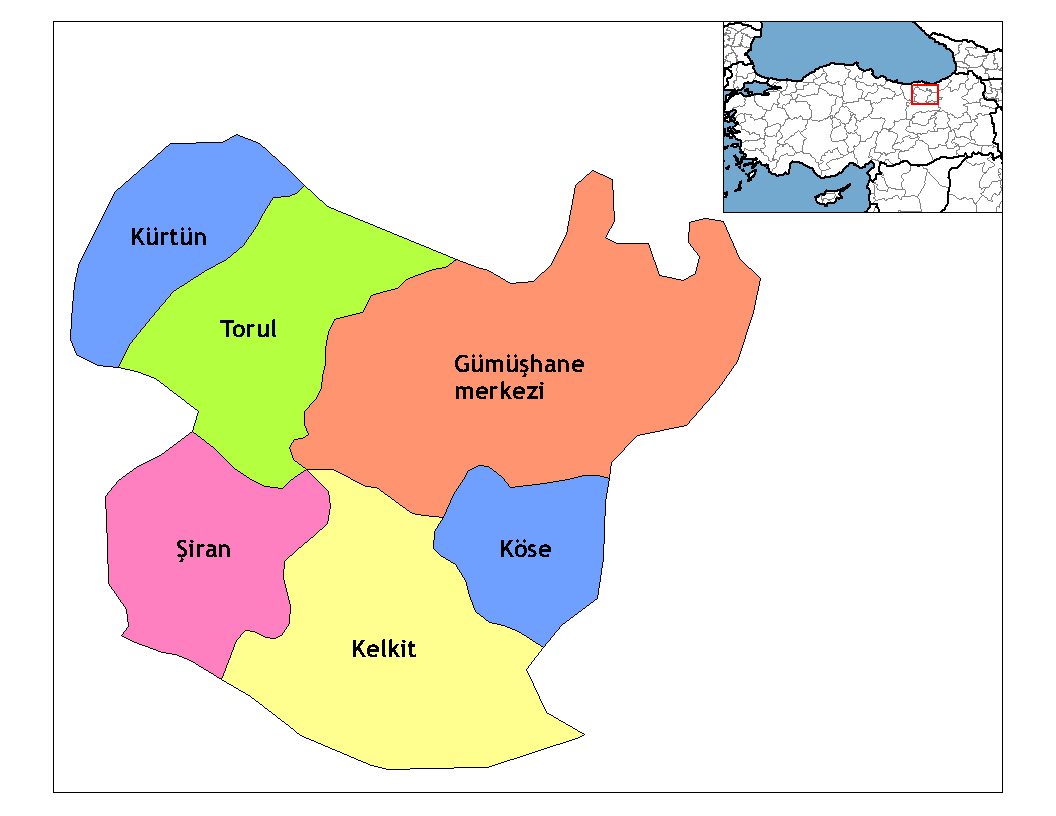
Distretti della provincia di Gümüşhane

La provincia è divisa in 6 distretti:
- Gümüşhane (centro)
- Kelkit
- Köse
- Kürtün
- Şiran
- Torul

Fanno parte della provincia 18 comuni e 322 villaggi.